# Division aéroportée de la république du Vietnam

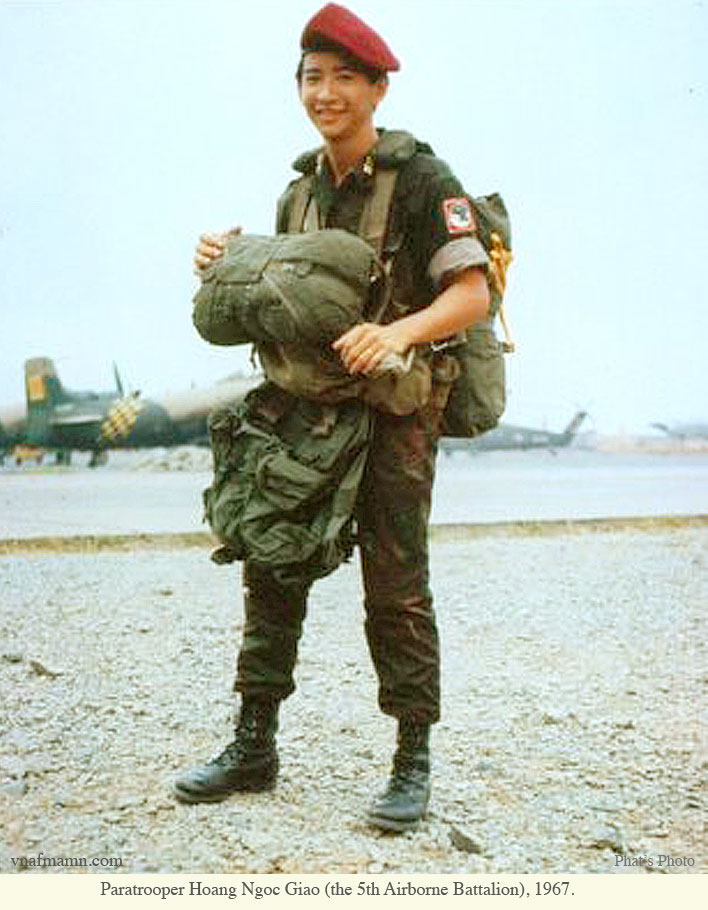
le parachutiste Hoàng Ngọc Giao (5e bataillon aéroporté (Sud Viêt Nam)), 1967.

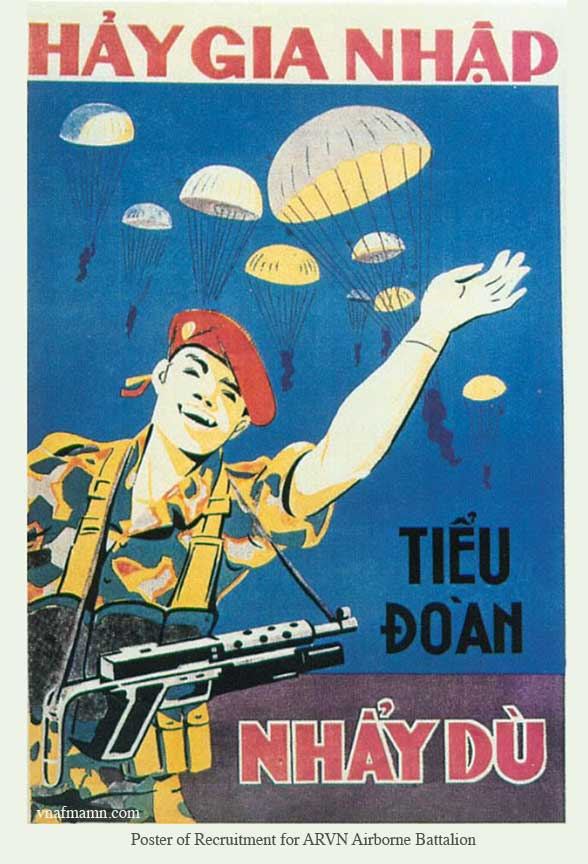
Affiche de recrutement des forces aéroportées de la république du Viêt Nam.

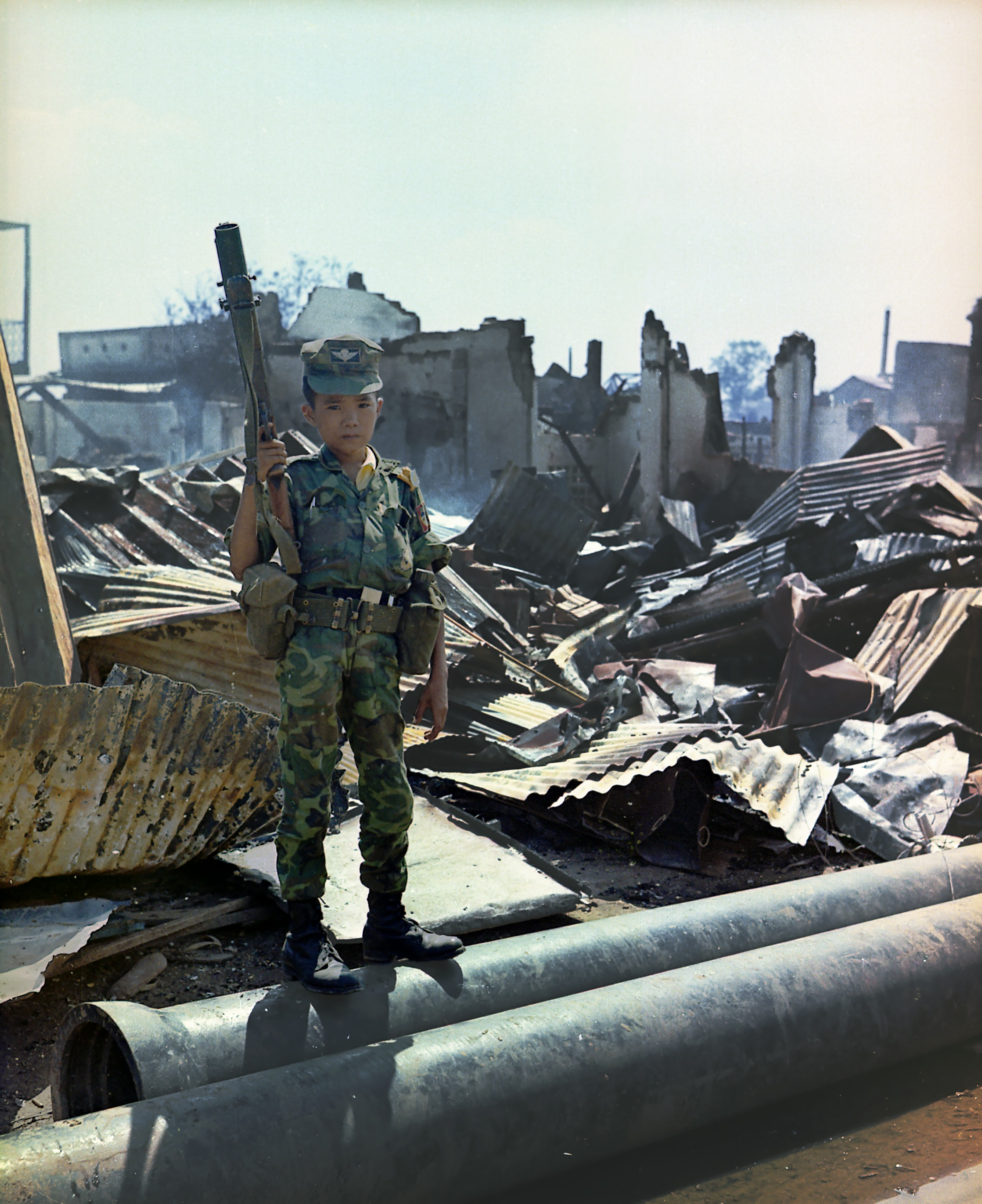
Un enfant soldat de 12 ans de la division aéroportée tient un lance-grenades M79.

La division aéroportée vietnamienne (en vietnamien: Binh chủng Nhảy dù Việt Nam Cộng hòa [QLVNCH] - en anglais: Republic of Vietnam Airborne Division [RVNAD]) était l'une des premières composantes des forces militaires de la république du Vietnam ( vietnamien : Quân lực Việt Nam Cộng hòa - QLVNCH). La division aéroportée vietnamienne a commencé en tant que compagnies organisées en 1948, avant tout accord sur les forces armées au Vietnam. Après la partition du Vietnam, il est devenu une partie de l'armée de la république du Vietnam. Cette division avait ses origines distinctes dans les bataillons de parachutistes formés en France, les bataillons prédécesseurs participant à des batailles majeures, dont Dien Bien Phu, et conservant des uniformes et des insignes distincts. Avec la formation d'une république indépendante, les parachutistes coloniaux ont été dissous, mais les insignes et l'esthétique aux côtés du surnom de "Bawouans" seraient conservés.
La division aéroportée, aux côtés des Rangers vietnamiens et de la division de Marines, était souvent considérée comme l'une des unités les plus efficaces, l'ancien conseiller aéroporté, le général Barry McCaffrey (en), notant que "ceux d'entre nous qui ont eu le privilège de servir avec eux ont été impressionnés par leur courage et leur agressivité tactique". Les officiers supérieurs et les sous-officiers étaient extrêmement compétents et aguerris". Huit des neuf bataillons et trois quartiers généraux ont obtenu la Presidential Unit Citation (États-Unis), dont huit pour les troupes aéroportées entre 1967 et 1968, y compris la période de l'offensive du Têt. Les commandants des troupes aéroportées étaient souvent très appréciés, le commandant Ngô Quang Trưởng (en) ayant été décrit par l'ancien conseiller des troupes aéroportées et commandant de la guerre du Golfe, le général Norman Schwarzkopf Jr. comme "le commandant tactique le plus brillant que j'aie jamais connu".

## Histoire
La division aéroportée a ses origines dans des unités spécifiques à l'Indochine créées dans le cadre du programme de «jaunissement», séparant les membres indochinois des unités de parachutistes français du Corps expéditionnaire français d'Extrême-Orient formant des bataillons séparés sous l'armée nationale vietnamienne . Parmi ceux-ci figurent le 1re BPVN, le 3e BPVN et le 5e BPVN qui ont été largués au combat pendant le siège de Ðiện Biên Phủ. La plupart ont été tués par la suite lors de leur capture par le Việt Minh, qui les considérait comme des traîtres, plutôt que négociés comme les Français l'avaient été. Ils ont ensuite été réformés en Forces militaires de la république du Viêt Nam et restructurés lors de l'expulsion des Français par Ngô Đình Diệm à la suite des accords de Genève.
La division aéroportée vietnamienne faisait partie des forces de combat d'élite de l'Armée de terre de la république du Viêt Nam (Army of the Republic of Vietnam - ARVN) et a été placée en tant qu'unité de réserve avec la division de Marines de la république du Viêt Nam. Le quartier général de la division aéroportée était à l'extérieur de Saigon. La division aéroportée se mobiliserait n'importe où dans les quatre corps à tout moment. L'utilisation principale des tgroupes aéroportées était d'engager et de détruire les forces de l'Armée populaire du Vietnam (People's Army of Vietnam - PAVN) et du Viet Cong (VC), et non de tenir une région spécifique comme les unités d'infanterie.
Dans l'après-midi du 10 juin 1965 lors de la bataille de Đồng Xoài, le 7e bataillon aéroporté est débarqué à Đồng Xoài pour renforcer les défenseurs du camp. Le lendemain, le bataillon a marché 4 km au nord dans la plantation de caoutchouc de Thuận Lợi où des éléments du 1er bataillon, 7e régiment d'infanterie, 2e division avaient été pris en embuscade la veille et ils ont recueilli sept survivants et 55 corps. Dans l'après-midi, alors que des éléments du bataillon continuaient à fouiller la plantation, le 271e régiment VC a commencé à les attaquer. Profitant des mauvaises conditions météorologiques qui avaient limité les frappes aériennes américaines, ainsi que de leur supériorité numérique, le VC a divisé le bataillon en petits groupes et en a détruit beaucoup. Le 12 juin, l'effectif du 7e bataillon aéroporté est passé de 470 à seulement 159 soldats:401.
Le 11 décembre 1965, le C-123B Provider no 56-4376 de l'US Air Force (USAF) s'est écrasé en route de la base aérienne de Pleiku (en) (Pleiku Air Base) à la base aérienne de Tuy Hoa (en) (Tuy Hoa Air Base), tuant les 4 membres d'équipage de l'USAF et 81 soldats du 7e bataillon aéroporté à bord. Les restes de l'équipage et des passagers ont été récupérés, mais l'identité des soldats aéroportés n'a pas pu être établie et ils ont été conservés au laboratoire de la base interarmées Pearl Harbor-Hickam pendant plus de 30 ans avant d'être enterrés au cimetière vietnamien de Westminster en Californie en octobre 2019.
Du 4 au 7 mars 1966, les 1er et 5e bataillons aéroportés ont participé à l'opération Utah avec le 37e bataillon de Rangers ARVN et des éléments de la 1re division de marine américaine combattant le PAVN 21e régiment au nord-ouest de Province de Quảng Ngãi:109.
Du 20 au 25 mars 1966, le 5e bataillon aéroporté a participé à l'opération Texas avec les 2e et 3e bataillons ARVN, 5e régiment, 2e division et des éléments de la 1re division de Marines américaine (1st Marine Division) combattant des éléments du 21e régiment PAVN et du 1er régiment VC autour de la cote 141 nord-ouest de Quảng Ngãi:120–8.
Le 4 août 1967, dans le cadre de l'opération Greeley, le 8e bataillon aéroporté a été déployé pour aider le 1er bataillon, 42e régiment, 22e division qui était bloqué au combat avec une force PAVN sur une colline à l'ouest du camp de Dak Seang (en) (Dak Seang Camp). Après une bataille de trois jours, les forces de l'ARVN ont trouvé 189 corps PAVN, de grandes quantités de munitions et d'équipements, et un poste de commandement régimentaire sophistiqué avec des zones d'entraînement et une maquette élaborée du camp de Dak Seang:298.

### 1968
Le cessez-le-feu de Tết a commencé le 29 janvier 1968, mais a été annulé le 30 janvier après que le VC/PAVN a prématurément lancé ses attaques de l'offensive du Têt sur le 2e corps d'armée (II Corps) et la 2e Force de campagne du Viêt Nam (en) (II Field Force, Vietnam) commandé par le lieutenant général Frederick C. Weyand a déployé ses forces pour défendre Saigon:323–4. Le général Cao Văn Viên, chef de l'état-major général interarmées (Joint General Staff - JGS), ordonne au 8e bataillon aéroporté, qui devait se déployer au nord dans la province de Quảng Trị, de rester à la base aérienne de Tan Son Nhut (en) et le bataillon participe à la défense de la base aérienne de Tan Son Nhut et du complexe de l'état-major général interarmées. Le 6e bataillon aéroporté a également rejoint tardivement les combats dans le complexe de l'état-major général interarmées:342–3:34. 
Pendant la bataille de Hué, après avoir résisté aux attaques initiales des PAVN/VC sur le quartier général de la garnison de Mang Ca (en) (Mang Cá Garrison) le matin du 31 janvier 1968, le commandant de la 1re division, le général Ngô Quang Trưởng (en), fit appel à des renforts, dont la 1re force aéroportée de l'ARVN, pour alléger la pression sur Mang Ca (en). Répondant à l'appel à la base PK-17 (en) à 17 km au nord de Huế, la 3e troupe et le 7e bataillon de la force aéroportée quittent leur base en convoi blindé et s'engagent sur la route 1. Une force de blocage de la PAVN a arrêté la force de secours de l'ARVN à environ 400 mètres du mur de la Citadelle. Incapables de se frayer un chemin à travers les positions ennemies, les troupes aéroportées demandèrent de l'aide:168. Le 2e bataillon aéroporté renforce alors le convoi, et l'ARVN pénètre finalement les lignes et entre dans la Citadelle au petit matin du 1er février. Le prix à payer a été lourd: l'ARVN a subi 131 pertes, dont 40 morts, et a perdu quatre des 12 véhicules blindés de transport de troupes du convoi. L'ARVN affirme avoir tué 250 PAVN, capturé cinq prisonniers et récupéré 71 armes individuelles et 25 armes coolectives:168. L'ARVN tente de reprendre la citadelle tandis que les Marines reprennent la nouvelle ville au sud de la rivière des Parfums. À l'intérieur de la citadelle, le 1er bataillon du 3e régiment de l'ARVN et la 1re force opérationnelle aéroportée nettoient les parties nord et ouest de la citadelle, y compris l'aérodrome de Tây Lộc (en) (Tây Lộc Airfield) et la porte Chanh Tay, tandis que le 4e bataillon du 2e régiment se déplace vers le sud depuis Mang Ca en direction du palais impérial, tuant plus de 700 PAVN/VC avant le 4 février. Le 5 février, le général Trưởng échange les troupes aéroportées avec le 4e bataillon, qui s'était immobilisé:192. Le 11 février, la Task Force A des Marines vietnamiens, comprenant les 1er et 5e bataillon, commence à être héliportée à Mang Ca pour remplacer les troupes aéroportées, mais en raison du mauvais temps, ce déploiement ne s'achèvera que le 13 février. Les troupes aéroportées de l'ARVN s'étaient retirées du mur est de la citadelle lorsque les Marines vietnamiens commencèrent à arriver à Mang Ca et les défenseurs de la PAVN avaient profité de cette occasion pour réoccuper plusieurs blocs et renforcer leurs défenses:197–9.
Au début de la bataille de Quang Tri (en), le 31 janvier 1968, le 9e bataillon aéroporté était déployé autour de Quảng Trị, avec une compagnie aéroportée bivouaquant dans le village de Tri Buu, à la limite nord de la ville, et des éléments dans la citadelle, et deux compagnies aéroportées positionnées juste au sud de la ville, dans la zone d'un grand cimetière où l'autoroute 1 croise la route 555. Alors que le 814e bataillon de la 324e division, composé de 600 hommes de VC, se mettait en position pour attaquer Quảng Trị par le nord-est, il rencontra inopinément la 9e compagnie aéroportée de l'ARVN dans le village de Tri Buu, qui l'engagea dans un échange de tirs nourri qui dura environ 20 minutes. La compagnie aéroportée est presque anéantie et un conseiller américain est tué, mais sa résistance obstinée bloque l'assaut du bataillon sur la Citadelle et la ville. À 04h20, la forte pression exercée par les PAVN et leur nombre écrasant obligent les soldats aéroportés survivants à se replier dans la ville, et le 814e attaque et tente d'entrer dans la Citadelle, sans succès:167–8. Au même moment, le bataillon K6 PAVN du 812e régiment rencontre les forces aéroportées dans le cimetière au sud de la ville, empêchant une attaque contre le 1er régiment d'infanterie ARVN de la 1re division à la base de La Vang (en). Dans l'après-midi, deux compagnies du 1er bataillon américain du 5e régiment de cavalerie américain (5th Cavalry Regiment) sont débarquées au sud-est de Quảng Trị et engagent le bataillon K6 par l'arrière dans une fusillade nourrie, tandis que les troupes aéroportées le bloquent et l'attaquent en direction de la ville. Les hélicoptères de combat et l'artillerie américains frappent durement le bataillon K6, causant d'importantes pertes supplémentaires. Le 31, à la tombée de la nuit, le 812e régiment, déjà malmené, décide de se retirer, bien que les affrontements se poursuivent toute la nuit:56. Quảng Trị était débarrassé des troupes PAVN/VC à la mi-journée du 1er février, et les unités de l'ARVN avec le soutien aérien des États-Unis avaient nettoyé le village de Tri Buu des troupes PAVN. Les restes du 812e, durement touchés par les défenseurs de l'ARVN, l'aviation américaine et les troupes terrestres à la périphérie de la ville, en particulier l'artillerie et les hélicoptères, se sont dispersés en petits groupes, se mêlant parfois à des foules de réfugiés en fuite, et ont commencé à exfiltrer la zone, en essayant d'éviter tout nouveau contact avec les forces alliées:56. Entre le 31 janvier et le 6 février, les Alliés ont tué environ 914 PAVN/VC et en ont capturé 86 autres à Quang Tri et dans ses environs:57. 
Du 11 mars au 7 avril 1968, la division participe à l'opération Quyet Thang (en) dans la province de Gia Định (vi) avec la brigade de Marines et la 199e brigade d'infanterie légère américaine (en) (199th Light Infantry Brigade) afin de rétablir le contrôle sud-vietnamien sur les zones situées immédiatement autour de Saigon à la suite de l'offensive du Têt:460–1. Le 26 mars, à l'est de Hóc Môn (en), les forces aéroportées trouvent 128 cadavres de VC qui ont apparemment été tués par des frappes aériennes et d'artillerie alors qu'ils se déplaçaient vers le sud en direction de Saigon:462
Du 8 avril au 31 mai 1968, la 1re Force opérationnelle aéroportée participe à l'opération Toan Thang I (en) afin de maintenir la pression sur les forces PAVN/VC du IIIe corps. L'opération a impliqué presque toutes les unités de combat du 3e corps d'armée. L'opération fut un succès, les forces alliées revendiquant 7 645 VC/PAVN tués, mais elle n'empêcha pas les VC/PAVN de lancer leur Offensive de mai contre Saigon (en):464–6.
Du 20 avril au 12 mai 1968, le 6e bataillon aéroporté participe à l'opération Delaware (en) avec la 1re division de cavalerie américaine (1st Cavalry Division):91. 
Au cours de l'offensive de mai, le 5 mai à 10h00, le bataillon aéroporté est engagé par les VC au nord de la base aérienne de Tan Son Nhut (Tan Son Nhut Air Base):22.
Le 13 septembre 1968, au cours de l'offensive phase III (en), le 3e bataillon du 272e régiment VC attaque la base d'appui-feu Buell II. Après un barrage de 600 obus de mortier, l'infanterie attaque la base mais est facilement repoussée, faisant 76 morts sans que les Américains ne subissent de pertes. Les VC se replient vers l'ouest et se réfugient dans un hameau au sud-ouest de Tây Ninh où ils sont engagés en fin de journée par le 2e bataillon aéroporté qui tue 150 VC pour 9 morts et 17 blessés:670. Après minuit le 20 septembre, le 1er bataillon du 272e régiment attaque un avant-poste des forces régionales dans le hameau de Phước Tân, à 20 km à l'ouest de la ville de Tây Ninh, perdant 35 tués lors du bref assaut. Le 1er bataillon de Marines est déployé à Phước Tân plus tard dans la journée pour se défendre contre tout nouvel assaut. Le soir même, le 271e régiment attaqua, mais l'assaut fut repoussé grâce à l'appui de l'aviation et de l'artillerie, tuant 128 VC et en capturant 6. Le 8e bataillon aéroporté est également déployé à Phước Tân et, dans la nuit du 27 septembre, le 272e régiment attaque à nouveau, perdant 150 hommes:670. 
À partir du 3 décembre 1968, la 2e Task Force aéroportée participe à l'opération Goodwood (en) sous le contrôle opérationnel de la 1re force opérationnelle australienne (First Australian Task Force - 1 ATF). Le 15 janvier 1969, le 1er Bataillon de Marines remplace la 2e Task Force aéroportée:31. 

### 1969-71
En juin 1969, le nouveau commandant de la II Field Force au Viêt Nam (II Field Force, Vietnam), le lieutenant-général Julian Ewell (en), lance le programme "Dong Tien" (ou " Progresser ensemble ") avec le commandant du 3e corps d'armée, le général Đỗ Cao Trí, afin de " jumeler les unités américaines et ARVN pour mener des opérations combinées [qui]... maximiseraient l'efficacité des deux forces [et] réaliseraient en 2, 3 ou 4 mois un bond en avant dans les performances de l'ARVN et de la RF/PF (Force régional/Forces du peuple) ":409. Les troupes aéroportées, désormais une division complète de neuf bataillons avec trois quartiers généraux régimentaires et un quartier général de division, l'artillerie et les services de soutien, faisaient toujours partie des réserves générales sous la supervision de l'état-major général interarmées (Joint General Staff - JGS). En revanche, d'autres éléments de la force aéroportée, y compris le quartier général de la division et de nombreuses unités de soutien, n'avaient pas connu beaucoup d'action sur le terrain, quittant rarement leur camp de base de Tan Son Nhut:415.
Il fallait faire quelque chose pour revitaliser cette unité clé qui devrait un jour servir de force de réserve mobile pour l'ensemble du pays, et en octobre 1969, le général Ewell a désigné la 1re division de cavalerie américaine (1st Cavalry Division) pour cette tâche. Depuis son arrivée au sein du 3e corps d'armée à la fin de l'année 1968, la 1re division de cavalerie avait opéré le long de la frontière cambodgienne peu peuplée, engageant les forces régulières de la PAVN qui s'aventuraient au sud de la frontière. Bien que la division ait mené un certain nombre d'opérations combinées mineures avec des unités de l'ARVN, elle est restée à l'écart du programme "Dong Tien" principal. Cependant, la réduction de l'activité de la PAVN le long de la frontière au cours du second semestre 1969 a permis à Ewell d'élargir les missions de l'unité aéromobile:415. 
En octobre et novembre, des représentants de la IIe Force de campagne (II Field Force) et du 3e corps d'armée se réunissent à plusieurs reprises au quartier général du général Trí à Bien Hoa et définissent les règles de base de l'opération "Dong Tien" de la cavalerie et des troupes aéroportées. Trí insiste sur la nécessité d'une coordination étroite des commandements et des états-majors au niveau de la division, de la brigade et du régiment, mais estime que des opérations intégrées au niveau du bataillon ne sont pas nécessaires. On peut supposer que les bataillons aéroportés sont suffisamment expérimentés pour s'occuper d'eux-mêmes, mais les états-majors de la brigade et de la division aéroportées ont besoin de beaucoup de travail. La cavalerie devait mettre à disposition des hélicoptères et fournir certains équipements aéromobiles et de communication dont les Vietnamiens étaient dépourvus. À ces exceptions près, les Vietnamiens devaient être responsables de leurs propres opérations, y compris de leurs besoins logistiques:415–6.
Trí souhaitait également que la division aéroportée établisse un quartier général avancé avec un centre d'opérations tactiques complet à côté du quartier général de la division américaine. Presque immédiatement, la 2e brigade aéroportée s'installe dans la zone de guerre C (en) (War Zone C), le long de la frontière cambodgienne, pour des opérations combinées avec la 1re brigade de la 1re division de cavalerie. Opérant depuis Tây Ninh, les deux commandants de brigade ont ouvert des bases d'appui-feu dans la zone de guerre C pour les trois bataillons aéroportés participants. Les bases de l'ARVN, abritant chacune un bataillon aéroporté et une batterie d'artillerie de soutien, étaient réparties entre les bases d'appui-feu de la 1re brigade, ce qui permettait à l'artillerie américaine d'être facilement disponible. Au départ, les commandants ont associé chaque bataillon aéroporté à une unité de cavalerie, et le personnel de cavalerie a donné aux troupes aéroportées et à leurs conseillers une instruction élémentaire sur les assauts aériens de combat, les extractions et le réapprovisionnement. Mais les unités de cavalerie ont relativement peu à voir avec les opérations terrestres quotidiennes des troupes aéroportées. Chaque bataillon aéroporté avait sa propre zone d'opération et, avec l'appui des hélicoptères du 11e groupe d'aviation de combat américain (en) (11th Combat Aviation Group), patrouillait constamment dans ses zones de jungle. En décembre, la 2e brigade de cavalerie entame un programme similaire avec la 1re brigade aéroportée à l'est de la zone de guerre C, dans la région frontalière de Phước Bình. Le général Ewell renforce les systèmes de communication vietnamiens et consultatifs avec des observateurs avancés américains, des équipes de liaison spéciales et des radios supplémentaires. Cette assistance, ainsi que le chevauchement des appuis d'artillerie et la proximité des bataillons d'infanterie aéromobiles américains, lui permettent d'aider rapidement les unités vietnamiennes en cas de rencontre avec des forces ennemies puissantes, mais malgré les inquiétudes d'Ewell, de telles occasions ne se sont jamais présentées et les opérations aéroportées se sont déroulées sans incident:416.
Après plusieurs mois sur le terrain, le général Trí a fait tourner d'autres unités aéroportées dans la "zone d'entraînement" de la 1re division de cavalerie jusqu'à ce que le programme prenne fin en avril 1970. Cet effort a connu un succès mitigé. Comme dans des programmes similaires, l'aviation, les communications et le soutien logistique américains ont permis aux unités sud-vietnamiennes de mener des opérations prolongées bien au-delà de leurs capacités normales d'approvisionnement et de soutien. Cependant, les troupes aéroportées n'ont jamais opéré en tant que division entière. Le commandant de la division, le général Đống, n'ayant pas établi de poste de commandement tactique et s'étant rarement rendu sur le terrain, son état-major et ses unités de soutien n'en ont guère profité. Les Américains considèrent toujours le général Đống comme un enfant à problèmes et estiment que les troupes aéroportées présentent des faiblesses importantes que Đống n'a pas été en mesure de combler. Néanmoins, l'effort combiné a préparé le terrain pour des entreprises plus ambitieuses au Cambodge un mois plus tard:416. 
Le 1er mai 1970, dans le cadre de l'opération "Toan Thang 43" (Victoire totale), une des premières phases de la campagne cambodgienne, la 3e brigade aéroportée et d'autres forces américaines pénètrent dans la province cambodgienne de Kampong Cham. Les troupes aéroportées ont joué un rôle important dans la campagne, les bataillons participant à la plupart des opérations individuelles et trouvant d'importantes caches de matériel, tout en étant la seule force larguée derrière les lignes ennemies pour couper toute retraite potentielle.
Du 8 février au 25 mars 1971, le 2e bataillon aéroporté, le quartier général de la 3e brigade aéroportée et le 3e bataillon aéroporté participent à l'opération Lam Son 719. Les deux bataillons développent des bases d'appui-feu le long de la route 9 au Laos pour servir de fil d'Ariane  à toute avancée des PAVN dans la zone d'incursion de l'ARVN:8–12. Le 23 février, les PAVN commencent à bombarder la base d'appui-feu 31 du 3e bataillon. Le commandant de la division aéroportée, le général Đống, s'était opposé au stationnement de ses parachutistes d'élite dans des positions défensives statiques et estimait que l'agressivité habituelle de ses hommes avait été étouffée:82. Les tirs antiaériens vicieux de la PAVN rendaient le renforcement et le réapprovisionnement de la base d'appui-feu impossibles. Le général Đống ordonna alors à des éléments du 17e escadron blindé d'avancer vers le nord depuis A Loui pour renforcer la base. La force blindée n'est jamais arrivée, en raison d'ordres contradictoires qui ont stoppé l'avancée des blindés à plusieurs kilomètres au sud du base d'appui-feu 31:144–5. Le 25 février, les PAVN bombardèrent la base de tirs d'artillerie, puis lancèrent un assaut conventionnel de blindés et d'infanterie. La fumée, la poussière et la brume empêchèrent l'observation par un avion américain de contrôle aérien avancé (forward air control - FAC), qui volait au-dessus de 4 000 pieds (1 200 m) pour éviter les tirs antiaériens. Lorsqu'un F-4 Phantom de l'armée de l'air américaine (US Air Force) est abattu dans la zone, le FAC quitte la zone de combat pour diriger les opérations de sauvetage de l'équipage de l'avion abattu, scellant ainsi le sort de la base:150. Les soldats et les chars de la PAVN envahissent la position, capturant le commandant de brigade de l'ARVN. La base d'appui-feu 31 a été sécurisée par la PAVN au prix de 250 morts et de la destruction de 11 chars PT-76 et T-54. Les troupes aéroportées ont perdu 155 tués et plus de 100 capturés:85. le 2e bataillon à la base d'appui-feu 30 n'a duré qu'une semaine de plus. Bien que la pente abrupte de la colline sur laquelle la base était située empêchait toute attaque blindée, les bombardements de l'artillerie PAVN étaient très efficaces. Le 3 mars, les six obusiers de 105 mm et les six obusiers de 155 mm de la base avaient été mis hors service. Pour tenter de soulager la base, les blindés et l'infanterie de la 17e cavalerie de l'ARVN sont sortis pour sauver leurs camarades:66–7. Après la conclusion de l'opération, les troupes aéroportées ont été maintenues dans le 1er corps d'armée  au lieu de retourner à leur base de Saigon, probablement pour éviter qu'elles ne répandent des récits sur les pertes subies au cours de l'opération:90. 

### Offensive de Pâques
Fin février 1972, en réponse à des rapports de renseignement faisant état d'une accumulation de chars et d'artillerie de la PAVN dans les hauts plateaux du centre, la 2e brigade aéroportée est placée sous le contrôle du 2e corps d'armée et déployée pour sécuriser une série de bases d'appui-feu le long d'une épine dorsale de montagnes s'étendant au sud-ouest du camp de base de Tân Cảnh (en) (Tân Cảnh Base Camp) vers Kontum, surnommée "Rocket Ridge" (crête des fusées):82–3. Au cours de la première semaine de mars, une autre brigade aéroportée et le poste de commandement tactique de la division sont déployés pour défendre la ville de Kontum et le sud de la province de Kon Tum ; il s'agit des dernières réserves disponibles au Sud-Vietnam:85.
Le matin du 3 avril, la base d'appui-feu Delta (en) (Firebase Delta), située à 25 km au nord-ouest de Kontum et défendue par une compagnie aéroportée et une compagnie de Rangers, a été attaquée par le 52e régiment de la PAVN. L'assaut a été repoussé grâce à des frappes aériennes tactiques intensives et la PAVN a perdu 353 hommes:86. Le 21 avril, la PAVN a lancé un assaut sur la base Delta avec trois chars d'assaut soutenus par l'infanterie et, dans la soirée, a réussi à prendre la base d'assaut:K-6. Les 23 et 24 avril, les PAVN s'emparent des principales bases de l'ARVN à Tân Cảnh et au camp de base de Đắk Tô (en) (Đắk Tô Base Camp). Avec la perte de ces camps, les bases de tir restantes le long de la "Rocket Ridge" sont abandonnées et la PAVN dispose d'une approche claire de Kontum:K-12. 
Au cours de la bataille d'An Lộc, le 15 avril 1972, la 1re brigade aéroportée est héliportée à An Lộc (en) pour soutenir la garnison assiégée:80. Après que les premiers assauts directs sur la ville ont été repoussés, la PAVN bombarde la ville et réduit progressivement la ligne de défense, tout en étant battue par les frappes aériennes américaines et sud-vietnamiennes. Le 11 mai, les 5e et 9e division des PAVN lancent un assaut massif d'infanterie et de blindés sur An Lộc, subissant de lourdes pertes à cause des frappes aériennes, mais réduisant encore plus les défenseurs:145. Un autre assaut, le 12 mai, ne parvient pas à prendre la ville:153. La PAVN lance une dernière attaque le 19 mai en l'honneur de l'anniversaire de Ho Chi Minh. L'attaque est brisée par l'appui aérien américain et une embuscade tendue par les troupes aéroportées:157. Après les attaques des 11 et 12 mai, la PAVN s'efforça principalement de couper les colonnes de secours. Cependant, le 9 juin, ces efforts se sont avérés inefficaces et les défenseurs ont pu recevoir l'injection de troupe et de matériel nécessaire pour balayer la zone environnante de la PAVN. Le 18 juin, la bataille était terminée et la 1re brigade aéroportée a été transférée au commandement de la division:135.
Après la défaite de l'ARVN dans la province de Quảng Trị lors de la phase initiale de l'offensive de Pâques, le 2 mai 1972, les restes de la 3e division, les 147e et 258e brigade de Marines et la 1re division établissent une nouvelle ligne de défense le long de la rivière Mỹ Chánh (en), au nord-ouest de Huế. Le 3 mai, le commandant du 1er corps d'armée, le général Hoàng Xuân Lãm, est remplacé par le lieutenant-général Ngô Quang Trưởng, commandant du 4e corps d'armée, et ce changement de commandement ainsi que le renforcement par les forces de la réserve générale stabilisent la position de l'ARVN dans la province de Thừa Thiên:50–3. Le reste de la division des Marines est déployé à Huế et se voit confier la responsabilité du nord et du nord-ouest de la province de Thừa Thiên, tandis que la 1re division se voit confier la responsabilité de la zone au sud-ouest et au sud de Huế, bloquant toute nouvelle avancée des PAVN depuis la vallée de l'A Sầu:54. Le 8 mai, la 2e brigade aéroportée arrive à Huế et passe sous le contrôle opérationnel de la division de Marines sur la ligne My Chanh. La division entière arrive fin mai et se voit confier la responsabilité d'un secteur situé entre la division de Marine et la 1re division:56–7. 
Du 11 au 18 juin, la division et la division de Marines menèrent des attaques de reconnaissance pour tester les forces de la PAVN avant le lancement de l'opération Lam Son 72 (en) du général Trưởng pour reprendre la province de Quảng Trị:65/ Le plan opérationnel prévoyait que les Divisions aéroportées et de Marines avancent côte à côte vers le nord-ouest jusqu'à la rivière Thạch Hãn. La division aéroportée se déploierait à l'ouest depuis les contreforts jusqu'à la route 1, tandis que la division de Marines se déploierait à l'est depuis la route 1 jusqu'à la côte. La ville de Quảng Trị se trouverait dans la zone opérationnelle de la division, mais le plan prévoyait de contourner la ville afin de se concentrer sur la destruction des forces du PAVN:106. Le 28 juin, l'avancée sud-vietnamienne commença et se heurta rapidement à une forte résistance de la PAVN et des assauts par hélicoptère furent lancés pour débarquer des troupes derrière les positions de la PAVN:65. Le 7 juillet, la division avait atteint la périphérie sud de Quảng Trị City, mais le président Thieu de l'époque intervint dans l'opération:112–3. Trưởng avait prévu de contourner la ville et d'avancer rapidement jusqu'à la rivière Cua Viet, isolant ainsi les défenseurs de la PAVN:67. Thiệu, cependant, exige maintenant que Quảng Trị soit pris immédiatement, considérant la ville comme "un symbole et un défi" à son autorité:89. L'assaut de la division s'enlisa dans les faubourgs et la PAVN, informée des plans de l'offensive, déplaça la 304e et la 308e division vers l'ouest pour éviter la puissance aérienne américaine qui était sur le point de se déchaîner sur Quảng Trị:211–3 Le 27 juillet, la division de Marines a reçu l'ordre de prendre la relève de la division en tant qu'élément principal de la bataille. La citadelle fut finalement capturée le 15 septembre:123–6
En 1972, le président Thiệu a finalement retiré le général Đống de la division qu'il commandait depuis septembre 1964, le nommant au commandement du district militaire de la capitale et le remplaçant par le général Le Quang Luong qui s'était bien comporté à An Lộc:487. 
D'août au 3 novembre 1974, les 1re et 3e brigade aéroportée combattent la 304e division PAVN dans la bataille de Thượng Đức (en). Les troupes aéroportées perdent 500 morts et plus de 2 000 blessés, ce qui affaiblit considérablement les effectifs de cette unité d'élite à un moment crucial, tandis que les pertes de la PAVN sont estimées à plus de 7 000 hommes et que la 304e division est rendue inefficace au combat:96.

### 1975
Fin décembre 1974, le général Trưởng profite de l'accalmie temporaire pour retirer la 2e brigade aéroportée de la ligne à l'ouest de Huế, la plaçant en réserve dans le district de Phú Lộc:139. 
Les premières attaques des PAVN dans la province de Quảng Trị ont frappé les avant-postes et les points d'appui de la force régionale dans les contreforts et les hameaux des basses terres côtières. Le 8 mars, les PAVN et les VC locaux contrôlaient sept hameaux du district de Hải Lăng (vi) et des provinces de Quảng Trị (sud) et de Thừa Thiên (nord), et les réfugiés affluaient vers le sud, jusqu'à ce que la quasi-totalité de la population de la province de Quảng Trị, soit jusqu'à 100 000 personnes, prenne la route de Huế. Avec des chars et des véhicules blindés de transport de troupes, une force opérationnelle de l'ARVN composée du 8e bataillon aéroporté, des 112e et 120e bataillons du RF et de la 921e compagnie du RF, réussit à chasser l'ennemi de presque toutes les zones peuplées dans l'après-midi du 9 mars. Les pertes PAVN/VC ont été lourdes et les pertes ARVN peu nombreuses au cours de cette première phase:155. 
Le 11 mars, un bataillon du 6e régiment PAVN s'infiltre par Phú Lộc, et deux de ses compagnies s'emparent de 12 bateaux de pêche, qui les font traverser la baie de Dam Cau Hai jusqu'à l'île de Vinh Loc. Là, ils attaquent le village de Vinh Hien à la pointe sud de l'île et se dirigent vers le nord pour attaquer Vinh Giang. Une partie du bataillon pénètre dans le district de Phu Thu à l'est de Huế. Le 8e bataillon aéroporté, renforcé par deux compagnies du 1er bataillon du 54e d'infanterie et une troupe de cavalerie blindée, se dirigea contre le bataillon de la PAVN, le malmena et le dispersa. Le même jour, des assauts d'infanterie soutenus par l'artillerie de la PAVN ont été lancés contre la 3e division, la division aéroportée et les positions territoriales de Đại Lộc à Quế Sơn. Presque tous ces assauts sont repoussés au prix de lourdes pertes pour les PAVN:155.
Le 12 mars, le général Trưởng reçoit l'ordre de l'État-major général des forces armées (Joint General Staff - JGS) de retirer la division aéroportée de la ligne et de la mettre en route vers Saigon. Le déploiement devait commencer le 17 mars. Le général Trưởng appela immédiatement le général Viên pour protester contre cette décision, mais il apprit que le président Thieu avait personnellement ordonné le déploiement afin que la division aéroportée puisse participer à l'offensive pour reprendre Ban Me Thuot. Le général Viên dit au général Trưởng que, si possible, deux bataillons de la nouvelle 468e brigade de Marines et un groupe de Rangers seraient envoyés au nord pour remplacer la division aéroportée. Pour s'adapter à la perte de la division aéroportée, le général Trưởng décida de retirer la division de Marines de Quảng Trị et du nord de la province de Thua Thien et de la déplacer vers le sud pour couvrir le district de Phú Lộc et Da Nang. Le 1er corps d'armée devait défendre Huế et Da Nang, même s'il devait abandonner les provinces de Quang Tri, Quang Tin et Quang Ngai. Les généraux Trưởng et Thi s'accordent cependant sur le fait que leur capacité à tenir Huế après le déplacement de la division de Marines vers le sud est discutable. Le général Truong se rendit à Saigon le 13 mars pour participer à une réunion secrète avec le président Thiệu, le premier ministre Trần Thiện Khiêm (en) et le général Viên, au cours de laquelle Trưởng fut informé de l'évacuation des hauts plateaux du centre et reçut l'ordre de préparer un plan pour l'évacuation éventuelle du 1er corps d'armée. Il fut également autorisé à retarder le départ de la 1re brigade aéroportée au 18 mars et celui du reste de la division au 31 mars. Le raisonnement de Thiệu était que Da Nang était la plus importante, mais que le reste de la région pouvait être sacrifié. Il enverrait la 468e brigade de Marines au nord pour aider à défendre Da Nang dès que la division aéroportée arriverait à Saigon. Cette division est vitale pour la défense des 3e et 4e corps d'armée, sans lesquels le Sud-Vietnam ne peut plus survivre:156. 
Le 15 mars, le 14e groupe de Rangers doit commencer la relève de la 369e brigade de Marines dans la province de Quảng Trị. Alors qu'une brigade de Marines resterait dans la vallée du Song Bo pour la défense de Hué, la 369e brigade de Marines se déploierait dans le district de Đại Lộc, dans la province de Quảng Nam, et relèverait la 3e brigade aéroportée pour un mouvement vers Saigon:157. 
Le 17 mars, la 258e brigade de Marines se retire de Quảng Trị pour relever la 2e brigade aéroportée dans le sud de Thừa Thiên et, le 18 mars, la 2e brigade aéroportée se déplace vers les docks de Da Nang pour être expédiée à Saigon:157. 
Alors que toute la division devait déplacer le Saigon, la 3e brigade aéroportée fut détournée à Nha Trang et envoyée pour soutenir la 23e division bloquant l'avancée du PAVN à Khanh Duong:158. La 3e brigade aéroportée s'est retranchée sur les hauteurs du col de Cả (en), derrière le 40e régiment. Lorsque la 10e division du PAVN, appuyée par des chars, a traversé le 40e Régiment à Khanh Duong, les Aéroportés ont tenu leurs positions. Le 30 mars, la 10e division (en) du PAVN, appuyée par le 40e régiment d'artillerie et avec deux compagnies de chars attachées, attaque les positions aéroportées. Le 31 mars, des éléments des 28e et 66e régiment encerclèrent le lendemain le 5e bataillon aéroporté dont l'effectif a été réduit à 20 % en raison des pertes subies. La 3e brigade aéroportée a été déployée en profondeur depuis la montagne Chu Kroa au sud sur environ 15 km le long des hauteurs au-dessus de la route 21. Des tirs nourris du PAVN ont détruit 5 des 14 véhicules blindés de transport de troupes soutenant la brigade, ainsi que les trois obusiers de 105 mm. Les batteries d'obusiers de la force ont dû se déplacer vers l'arrière, s'installant près de Buon Ea Thi, au-delà de la portée de soutien des positions aéroportées avancées. L'effondrement de la défense aéroportée s’est ensuite produit très rapidement. À Buon Ea Thi, des éléments de la 10e division ont débordé les positions aéroportées le long de la route et ont frappé le 6e bataillon aéroporté. Bien que les soldats aient détruit trois chars T-54, ils n'ont pas pu tenir. La brigade étant divisée à Buon Ea Thi, un retrait rapide était impératif pour conserver ce qui restait de la force décimée. La 3e brigade aéroportée, avec moins d'un quart de ses soldats encore en rang, a traversé le camp de Dục Mỹ (en) (Dục Mỹ Camp) et Ninh Hòa et s'est arrêtée dans un défilé étroit où la route 1 longeait la plage sous la montagne Han Son, juste au nord de Nha Trang avec la 10e division suivant de près. Le 1er avril, les chars PAVN ont traversé Dục Mỹ et Ninh Hòa et se sont dirigés vers Nha Trang. L'état-major du 2e corps d'armée s'est dirigé vers le sud jusqu'à la base aérienne de Phan Rang (en) (Phan Rang Air Base), les restes vaincus des forces aéroportées, des Rangers, des forces régionales et populaires et du 40e régiment ont suivi. La RVNAF a évacué la base aérienne de Nha Trang (en) (Nha Trang Air Base) à 15h00 et tous les avions capables de voler ont été évacués:163–4. Le matin du 3 avril, la RVNAF à Phan Rang a lancé une opération héliportée comprenant plus de 40 UH-1 et 6 CH-47 escortés par des avions A-37 pour sauver les restes des 2e, 5e et 6e bataillon aéroporté qui avaient été isolés au Col de M'Đrăk (vi), évacuant avec succès plus de 800 soldats:390–2.
Du 7 au 8 avril, la 2e brigade aéroportée s'est envolée vers Phan Rang pour remplacer les restes de la 3e brigade aéroportée qui sont retournés à Saigon:395. Le 8 avril, le 3e bataillon aéroporté a dégagé la route 1 et a repris les villages de Bà Râu (11° 43′ 08″ N, 109° 03′ 47″ E) et de Ba Thap (11° 40′ 48″ N, 109° 02′ 17″ E) du VC et du 11e bataillon aéroporté puis déployés par hélicoptères pour reprendre la ville de Du Long (11° 46′ 52″ N, 109° 04′ 41″ E) et le col de Du Long (11° 47′ 35″ N, 109° 05′ 31″ E), pendant ce temps, le 5e bataillon aéroporté sécurisait la zone autour de Phan Rang AB et dégageait la route 11:396. Le 11 avril, le 5e bataillon aéroporté est retiré à Saigon et le 12 avril, le reste de la 2e brigade aéroportée reçoit l'ordre de se retirer à Saigon. Le 13 avril, les 31e Rangers arrivent par voie aérienne depuis Bien Hoa tandis que les 4e et 5e régiments ARVN de la 2e division réformée arrivent par la route depuis Phan Thiết pour remplacer les troupes aéroportés. Le 31e Rangers s'est déployé à Du Long pour remplacer le 11e bataillon aéroporté dans la soirée du 13 avril:410–1:173. La PAVN avait entre-temps décidé d'éliminer Phan Rang et à 05h30 le 14 avril, la 3e division (en) de la PAVN commença une attaque d'artillerie contre les 31e Rangers au col de Du Long et la 3e aéroportée à Bà Râu. À 06h30, les chars et l'infanterie du PAVN ont attaqué la position du 31e Rangers mais ont été repoussés. À 07h00, 2 avions A-37 bombardèrent accidentellement les Rangers. Le PAVN a ensuite contourné les Rangers et attaqué Du Long, battant rapidement les forces régionales et débordant les 31e Rangers au col. Des renforts du 52e Rangers furent envoyés pour soutenir le 31e Rangers mais ils furent incapables de percer et à 16h00, le 31e Rangers reçut l'ordre de se retirer avec seulement 80 Rangers retournant avec succès à Phan Rang AB:411–2. En même temps que l'attaque de Du Long, le 25e régiment du PAVN s'est infiltré pour attaquer Phan Rang AB. Malgré les tirs d'hélicoptères de combat, ils ont réussi à pénétrer dans la base et se sont dirigés vers la zone du hangar où ils ont été accueillis par le 11e bataillon aéroporté en attente de transport vers Saigon et par 4 véhicules blindés de transport de troupes M113 qui, avec l'appui aérien des hélicoptères de combat et des avions A-37, ont forcé le passage. Le PAVN est revenu à l'extérieur du périmètre, tuant plus de 100 personnes pour la perte de 6 ARVN tués et 1 blindé M113 détruit:412–3. À l'aube du 15 avril, les PAVN ont bombardé le 3e bataillon aéroporté à Bà Râu et Kien Kien (11° 42′ 14″ N, 109° 03′ 34″ E) sur la route 1 puis ont attaqué leur position. Bien qu'en infériorité numérique, les troupes aéroportés ont retenu l'assaut jusqu'à midi lorsqu'il a fait sauter le pont routier, puis s'est retiré sur la montagne Ca Dau à l'est:413. Le 16 avril à 02h00, un EC-47 de la RVNAF intercepte une transmission radio de la PAVN indiquant qu'une attaque blindée sur Phan Rang commencerait à 05h00. Des avions A-37 ont été lancés pour attaquer les positions du PAVN le long de la route 1 et à 03h00, la reconnaissance a signalé une importante force du PAVN se déplaçant à travers le col de Du Long. Pendant ce temps, les forces du VC ont commencé à attaquer le périmètre de la base et sur la montagne Ca Dau:419–20. À 05h00, le bombardement d'artillerie du PAVN a commencé et a été bientôt suivi par un fer de lance blindé de 20 chars et véhicules blindés de transport de troupes du 4e bataillon, 203e brigade de chars soutenu par l'infanterie montée sur camion du 101e régiment et des canons anti-aériens:416. Alors que le char de tête était détruit par une roquette ARVN, la force PAVN a rapidement traversé le 3e peloton aéroporté tenant Kien Kien. La RVNAF à la base a lancé de nombreuses frappes aériennes sur la colonne blindée, détruisant les véhicules, subissant des pertes dues aux tirs antiaériens et à 8h00, les véhicules blindés étaient à la périphérie de la ville. Cependant, l'infanterie montée sur camion s'était dispersée pour éviter les frappes aériennes et les véhicules anti-aériens n'avaient pas suivi l'avancée, laissant le 101e Régiment vulnérable à de nouvelles attaques aériennes qui ont détruit ou endommagé 16 autres véhicules et tué de nombreux soldats du PAVN:420–1. La 3e division du PAVN attaque alors les troupes aéroportées sur la montagne Ca Dau et permet au 101e régiment de reprendre son avance. Après avoir surmonté un barrage routier de la Force régionale à la périphérie de la ville, perdant 2 chars et de nombreux fantassins, le PAVN a pénétré dans la ville en capturant le quartier général provincial. À 9h30, le PAVN avait capturé le port et un pont sur la route 1 au sud de la ville, bouchant toutes les voies d'évacuation maritimes et terrestres:422. À 8h45, une force mécanisée PAVN de la taille d'un bataillon a attaqué le long de la route 11 en direction de la base. Pendant qu'un élément attaquait le 5e régiment défendant la Route 11, l'autre la contournait pour attaquer directement la base et au même moment, le 25e régiment attaquait le nord de la base. Le 5e régiment s'est rapidement brisé et s'est enfui, permettant au PAVN d'attaquer la porte principale de la base tandis que le 25e régiment a pénétré le périmètre nord avec des explosifs et a capturé la zone de stockage des bombes. Les troupes aéroportées ont tenté une contre-attaque contre le 25e régiment mais a été repoussé puis coincé entre le PAVN et à 9h30, le PAVN avait capturé la base. Le lieutenant général Nghi a ordonné à ses forces restantes de se retirer de la base vers la péninsule de Ca Na (11° 20′ 44″ N, 108° 52′ 37″ E) à 31 km au sud de la base et après avoir traversé la clôture d'enceinte, un grand groupe de RVNAF, ARVN et les civils sud-vietnamiens qui ont fui la base pour rejoindre la 11e aéroportée à l'extérieur de la base. Le 17 avril à minuit, les troupes aéroportées ont attaqué une force du PAVN sur la route 11, mais dans la confusion de l'attaque, le lieutenant général Nghi et son groupe de commandement se sont séparés et à 2h00, ils ont été capturés par le PAVN:423–5. 
Le 11 avril, la 1re brigade aéroportée fut déployée au sud du district de Xuan Loc et commença à se déplacer vers le nord pour soutenir la 18e division combattant la bataille de Xuân Lộc. La brigade a progressé lentement contre une défense déterminée du PAVN et le 19 avril, l'état-major général des forces armées de la république du Vietnam a ordonné un retrait général de Xuân Lộc. La brigade se retire à travers les plantations et les jungles vers Bà Rịa dans la province de Phước Tuy (vi), où elle se défendra jusqu'à la capitulation du Sud-Vietnam:175–7. 

## Commandants de la division aéroportée
| No | Nom complet           | Grade                                                                                                | Durée du mandat | Commentaires |
| -- | --------------------- | --- | --------------- | --- |
| 1  | Đỗ Cao Trí            | Major Lieutenant-colonel (1/1955) Colonel (2/1956)                                                   | 10/1954-09/1956 | Premier commandant en chef. Enfin, le lieutenant-général commandant du 3e corps d'armée, en 1971, est mort par hélicoptère alors qu’il effectuait un levé du champ de bataille de l'est (au-dessus de la province de Tay Ninh). Promu général à titre posthume                                                                                                |
| 2  | Nguyễn Chánh Thi (en) | Lieutenant-colonel (10/1959)                                                                         | 09/1956-11/1960 | Commandant de brigade (1959). A dirigé le coup d’État du 11/11/1960, n’a pas réussi à chercher refuge au Cambodge. Après le coup d’État du 1/11/1963, il a continué son service militaire. Enfin, lieutenant général, commandant du I Corps. Dans le cadre des bouleversements centraux de 1966, de la démobilisation et de l’exil outre-mer de la même année |
| 3  | Cao Văn Viên          | Lieutenant-colonel (12/1960)                                                                         | 11/1960-09/1964 | Après le coup d'État du 1er novembre 1963, il est suspendu de son poste de commandant de la brigade parachutiste pendant 1963 semaines[à vérifier]. Plus tard, dans l'état-major, chef d’état-major général. Libéré de ses fonctions le 27 avril 1975 |
| 4  | Dư Quốc Đống (en)     | Colonel général de brigade (11/1964) Général de division (11/1968) Général de corps d'armée (7/1970) | 09/1964-11/1972 | Commandant de division (1965). Enfin, lieutenant-général, assistant du chef d’état-major général; |
| 5  | Lê Quang Lưỡng        | Brigadier-général                                                                                    | 11/1972-04/1975 | Dernier commandant |

## Structure et organisation

### Détachement consultatif aéroporté
Comme toutes les grandes unités de l'ARVN, les troupes aéroportées ont été dotées d'un élément de conseil militaire américain, à l'origine le détachement consultatif de la brigade aéroportée, et plus tard redésigné le 162e détachement consultatif aéroporté ou U.S. Airborne Advisory Team 162 (équipe consultative aéroportée 162). Environ 1 000 conseillers américains qualifiés pour les opérations aéroportées ont servi au sein de la brigade et de la division, recevant en moyenne deux récompenses pour leur bravoure par période de service ; au fil des ans, ils ont pu établir et maintenir de bonnes relations de travail avec leurs homologues vietnamiens et les unités aéroportées, une situation que l'on ne retrouve malheureusement pas toujours dans d'autres formations de l'ARVN. Les officiers américains ont été jumelés avec leurs homologues vietnamiens, du commandant de brigade/division aux commandants de compagnie, ainsi qu'avec les principaux officiers d'état-major à tous les niveaux. Les sous-officiers américains assistaient l'état-major et les conseillers de compagnie:27–8.

### Les unités
- Unités coloniales[32]:23–4: 
  - 1re compagnie indochinoise de parachutistes (1re CIP)
  - 3e compagnie indochinoise de parachutistes (3e CIP)
  - 5e compagnie indochinoise de parachutistes (5e CIP)
  - 7e compagnie indochinoise de parachutistes (7e CIP)
  - 1re compagnie de la Garde Aéroportée (1ére CPGVN)
  - 3e bataillon de parachutistes vietnamiens (3e BPVN)
  - 5e bataillon de parachutistes vietnamiens (5e BPVN)
  - 6e bataillon de parachutistes vietnamiens (6e BPVN)
  - 7e bataillon de parachutistes vietnamiens (7e BPVN)
  - 3e compagnie vietnamienne de génie parachutiste (3e CPGVN)

- Unités du groupe aéroporté[32]:24::
  - Compagnie du quartier général et de l'état-major (HHC)
  - 1er bataillon aéroporté (1 TDND)
  - 3e bataillon aéroporté (3 TDND)
  - 5e bataillon aéroporté (5 TDND)
  - 6e bataillon aéroporté (6 TDND)
  - Bataillon aéroporté de soutien au combat

- Unités de la brigade aéroportée[32]:25–7:
  - Compagnie du quartier général et de l'état-major

- QG de la 1re force opérationnelle
  - 1er bataillon aéroporté (1 TDND)
  - 6e bataillon aéroporté (6 TDND)
  - 7e bataillon aéroporté (7 TDND)

- QG de la 2e force opérationnelle
  - 3e bataillon aéroporté (3 TDND)
  - 5e bataillon aéroporté (5 TDND)
  - 8e bataillon aéroporté (8 TDND)

- Bataillon aéroporté de soutien au combat

- Unités de la division aéroportée[32]:27[33]:
  - Bataillon d'état-major
  - Équipe consultative aéroportée américaine 162

- 1er Task Force/Brigade HHC
  - 1er bataillon aéroporté (1 TDND)
  - 8e bataillon aéroporté (8 TDND)
  - 9e bataillon aéroporté (9 TDND)
  - 1er bataillon d'artillerie aéroportée

- 2e Task Force/Brigade HHC
  - 5e bataillon aéroporté (5 TDND)
  - 7e bataillon aéroporté (7 TDND)
  - 11e bataillon aéroporté (11 TDND)
  - 2e bataillon d'artillerie aéroportée

- 3e Task Force/Brigade HHC
  - 2e bataillon aéroporté (2 TDND)
  - 3e bataillon aéroporté (3 TDND)
  - 6e bataillon aéroporté (6 TDND)
  - 3e bataillon d'artillerie aéroportée

- 4e Task Force/Brigade HHC
  - 4e bataillon aéroporté (4 TDND)
  - 10e bataillon aéroporté (10 TDND)

- Troupes de la division
  - Bataillon aéroporté de transmissions
  - Bataillon de soutien aéroporté
  - Bataillon médical aéroporté
  - Compagnie/bataillon de reconnaissance aéroportée
  - Compagnie/bataillon du génie aéroporté

## Source
- (en) Cet article est partiellement ou en totalité issu de l’article de Wikipédia en anglais intitulé « Republic of Vietnam Airborne Division » (voir la liste des auteurs).